# Natsume Sōseki
Det här är en artikel om en person med japanskt personnamn; Natsume är familjenamnet.
Natsume Sōseki (夏目漱石), född 9 februari 1867, död 9 december 1916, var en japansk författare, troligen den mest kända från Meijiperioden. Hans bild prydde länge de japanska tusenyen-sedlarna. Hans ursprungliga namn var Kinnosuke (金之助); Sōseki är hans författarnamn.
På svenska finns romanerna Kokoro (こころ, ursprungligen skrivet med upprepningstecken efter första tecknet: こゝろ) i översättning av Vibeke Emond och Jag är katt (吾輩は猫である; Wagahai wa neko de aru, ordagrant snarare "Vi äro katter". Wagahai är ett högfärdigt och uppblåst sätt att referera till sig själv, i dag ålderdomligt) i översättning av Kazuyo och Håkan Lundström.
Ett annat känt verk är Botchan.

## Som ung
Natsume Sōseki föddes 1867 i staden Babashita, som ligger i delstaten Edo. Han var ett oönskat barn eftersom familjen redan hade fem barn i familjen och ett sjätte barn skapade osäkerhet. När Sōseki var två år gammal adopterades han av Shiobara Masanosuke och hans hustru. De uppfostrade honom upp till han var nio år gammal men skilde sig. Därefter återvände han till sin biologiska familj där han välkomnades av sin mor. Fadern var inte lika nöjd med hans återvändo. Sōsekis mor dog när han var fjorton, och hans två äldsta bröder dog 1887. 
Under Sōsekis skolår fick han en stark passion för kinesisk litteratur och började få tankar om att själv bli en författare. Hans familj ogillade tanken om en författarkarriär, och när Sōseki började på Tokyos universitet i september 1884 var det för att bli  arkitekt. Fastän han föredrog klassisk kinesisk litteratur, började han att studera engelska, eftersom han tyckte att det skulle vara värdefullt för hans karriär. Engelska var en nödvändighet på college i Japan.

## Storbritannien
1900 skickade den japanska regeringen Sōseki till att studera i Storbritannien som “Japans första litteraturvetare”.  Han besökte Cambridge och stannade där under en natt, fast han gav snabbt upp tanken om att läsa på det universitetet eftersom hans statliga stipendium kunde inte betala för det. Istället läste han på University College London. Hans tid i London var fylld av elände, och han tillbringade mestadels av sin tid med att läsa böcker, och hans vänner var oroliga för Sōsekis mentala hälsa. Trots sin fattigdom, ensamhet och mentala problem  befäste han sina kunskaper i engelsk litteratur och återvände till Japan i januari 1903. I april började Sōseki arbeta på first national college of Tokyo. Han började också föreläsa om engelsk litteratur tills han blev en professor på Tokyos universitet där han lärde ut litterär teori och litterär kritik. 

## Författarkarriär
Sōsekis författarkarriär började 1903 när han började med haiku, renku, haitaishi och litterära sketcher till litterära tidskrifter. Men det var med satiriska romanen Jag är en katt som blev hans litterära genombrott. Efter detta fortsatte han sin framgång med noveller såsom “Rondon to” 1905 och romanerna Botchan och Kusamakura 1906., vilket gav honom gott renommé som författare. De litterära framgångarna gjorde att han slutade sin tjänst på Tokyos universitet för att skriva på heltid. År 1916 avled Sōseki 1916 av magsår. 

## Eftermäle
Asteroiden 4039 Souseki är uppkallad efter Natsume Sōseki.